# کلاوسنیتس (آلمان)
کلاوسنیتس (به آلمانی: Clausnitz) یک منطقهٔ مسکونی در آلمان است که در راشنبرگ-بیننموهله واقع شده‌است. کلاوسنیتس ۸۷۰ نفر جمعیت دارد.